# Hayrulla Karimov
Hayrulla Karimov (Namangan, 22 aprile 1978) è un ex calciatore uzbeko, di ruolo difensore.

## Palmarès

### Club
- Campionato uzbeko: 5

Navbahor: 1996
Bunyodkor: 2008, 2009, 2011, 2013
- Coppa dell'Uzbekistan: 4

Navbahor: 1998
Bunyodkor: 2008, 2012, 2013
- Supercoppa dell'Uzbekistan: 2

Navbahor: 1999
Bunyodkor: 2013